# Стронг, Томас Бэнкс
Томас Бэнкс Стронг (англ. Thomas Banks Strong; 24 октября 1861 — 8 июля 1944) — англиканский религиозный деятель и теолог. Брат журналиста Роуленда Стронга.
Окончил колледж Крайст-Чёрч Оксфордского университета. В 1885 году стал дьяконом, в 1886 г. принял сан священника. Доктор богословия (1902). На протяжении многих лет преподавал в своём родном колледже, в 1901—1920 гг. был его деканом. С 1920 года епископ Рипона, затем в 1925—1937 гг. епископ Оксфорда.
Опубликовал ряд богословских трудов, среди которых «Христианская этика» (англ. Christian Ethics: Eight Lectures; 1896), «Бог и личность» (англ. God and the Individual; 1903, переиздание 2008), «Лекции о научном методе» (англ. Lectures on the Method of Science; 1906).
Рыцарь Большого Креста Ордена Британской империи (1918).